# Taiyuaninae
Taiyuaninae es una subfamilia de foraminíferos bentónicos de la Familia Schwagerinidae, de la Superfamilia Fusulinoidea, del Suborden Fusulinina y del Orden Fusulinida. Su rango cronoestratigráfico abarca desde el Pérmico.

## Discusión
Clasificaciones más recientes incluyen Taiyuaninae en la Superfamilia Schwagerinoidea, y en la Subclase Fusulinana de la Clase Fusulinata.

## Clasificación
Taiyuaninae incluye a los siguientes géneros:
- Linxinella †
- Taiyuanella †